# 런던 보수당
런던 보수당(영어: London Conservatives)은 런던의 정당이다. 현재 런던의 제2정당으로 런던 노동당, 런던 녹색당, 런던 자유민주당이 있다.

## 같이 보기
- 런던 노동당
- 런던 자유민주당